# Morti nel 1722
| Questa pagina contiene informazioni ricavate automaticamente dalle voci biografiche con l'ausilio del template Bio e di un bot. L'aggiornamento è periodico e automatico e ricostruisce completamente la pagina. Se manca una persona in questa lista, sei pregato di non aggiungerla, ma accertati piuttosto che la sua voce biografica contenga il template Bio e che i dati anagrafici siano correttamente compilati. Se il template Bio manca, inseriscilo tu stesso o, in alternativa, metti l'avviso {{tmp\|Bio}} che ne segnala la mancanza. Se i dati riportati sono sbagliati, correggi direttamente la voce biografica; le modifiche saranno visibili in questa lista entro pochi giorni. Per chiarimenti vedi il progetto biografie. La lista contiene solo le 79 persone che sono citate nell'enciclopedia e per le quali è stato implementato correttamente il template Bio. Pagina aggiornata al 18 ago 2025. |

## Gennaio(11)
- 4 gennaio - Girolamo Gigli, letterato e commediografo italiano (n. 1660)
- 7 gennaio - Antoine Coypel, pittore e decoratore francese (n. 1661)
- 12 gennaio - Maximilien Misson, scrittore e viaggiatore francese
- 20 gennaio - Charles Montagu, I duca di Manchester, politico inglese (n. 1656)
- 21 gennaio - Charles Paulet, II duca di Bolton, politico inglese (n. 1661)
- 21 gennaio - Felice Viali, botanico, letterato e abate italiano (n. 1637)
- 22 gennaio - Jacques Tarade, ingegnere francese (n. 1640)
- 23 gennaio - Henri de Boulainvilliers, storico e politologo francese (n. 1658)
- 24 gennaio - Filippo Hercolani, I principe Hercolani, nobile, politico e diplomatico italiano (n. 1663)
- 25 gennaio - Gioacchino Federico di Schleswig-Holstein-Sonderburg-Plön, principe danese (n. 1668)
- 29 gennaio - Carl Gustav Rehnskiöld, generale svedese (n. 1651)

## Febbraio(7)
- 2 febbraio - Antonio Cordeiro, gesuita e storico portoghese (n. 1641)
- 5 febbraio - Éléonore d'Esmier d'Olbreuse, nobile francese (n. 1639)
- 8 febbraio - Charles Howard, VII conte di Suffolk, nobile e politico inglese (n. 1693)
- 10 febbraio - Bartholomew Roberts, pirata britannico (n. 1682)
- 13 febbraio - Federico Guglielmo Adolfo di Nassau-Siegen, principe tedesco (n. 1680)
- 24 febbraio - Eleonora d'Este, principessa e religiosa italiana (n. 1643)
- 28 febbraio - William Kerr, II marchese di Lothian, nobile e ufficiale scozzese (n. 1661)

## Marzo(4)
- 1º marzo - Domenico Zauli, arcivescovo cattolico italiano (n. 1638)
- 11 marzo - John Toland, filosofo e scrittore irlandese (n. 1670)
- 14 marzo - Carlo Francesco Agostino Malaspina, nobile italiano (n. 1671)
- 31 marzo - Eberhard von Danckelmann, politico tedesco (n. 1643)

## Aprile(3)
- 12 aprile - Antonio Zanchi, pittore italiano (n. 1631)
- 16 aprile - Johann Jacob Bach, musicista e compositore tedesco (n. 1682)
- 19 aprile - Charles Spencer, III conte di Sunderland, politico britannico (n. 1675)

## Maggio(3)
- 4 maggio - Claude Gillot, pittore francese (n. 1673)
- 16 maggio - Cristina Guglielmina d'Assia-Homburg, nobildonna (n. 1653)
- 20 maggio - Sébastien Vaillant, botanico francese (n. 1669)

## Giugno(9)
- 5 giugno - Johann Kuhnau, musicista e compositore tedesco (n. 1660)
- 9 giugno - Giovan Betto, architetto italiano (n. 1642)
- 10 giugno - Francesco Antonio Coratoli, pittore italiano (n. 1671)
- 11 giugno - Abraham van Calraet, pittore olandese (n. 1642)
- 16 giugno - John Churchill, I duca di Marlborough, generale e politico britannico (n. 1650)
- 16 giugno - Marc'Antonio Zondadari, militare italiano (n. 1658)
- 20 giugno - Christoph Dientzenhofer, architetto tedesco (n. 1655)
- 22 giugno - Maria Landini, soprano italiano
- 27 giugno - Charles César Baudelot de Dairval, antiquario francese (n. 1648)

## Luglio(5)
- 7 luglio - Estienne Roger, editore e tipografo francese
- 16 luglio - Angela Maria Caterina d'Este, principessa italiana (n. 1656)
- 21 luglio - Giovanni Battista Rospigliosi, nobile italiano (n. 1646)
- 23 luglio - Filippo Luzi, pittore italiano (n. 1665)
- 24 luglio - Ippolita Maria di Monaco, religiosa monegasca (n. 1644)

## Agosto(4)
- 10 agosto - Giorgio Corner, cardinale e arcivescovo cattolico italiano (n. 1658)
- 10 agosto - Edvige del Palatinato-Neuburg, principessa (n. 1673)
- 10 agosto - Giovanni Battista Quadrio, architetto italiano (n. 1659)
- 12 agosto - Giovanni II Corner, doge (n. 1647)

## Settembre(4)
- 9 settembre - Jean Mauger, medaglista francese (n. 1648)
- 11 settembre - Johann Michael Heineccius, teologo tedesco (n. 1674)
- 12 settembre - André Dacier, filologo, traduttore e scrittore francese (n. 1651)
- 27 settembre - Urbano Barberini, III principe di Palestrina, nobile italiano (n. 1664)

## Ottobre(4)
- 13 ottobre - Filippo Tancredi, pittore italiano (n. 1655)
- 15 ottobre - Giorgio VI d'Imerezia, re
- 25 ottobre - Raymund Ferdinand von Rabatta, vescovo cattolico tedesco (n. 1669)
- 28 ottobre - Bartolomeo Dal Pozzo, storico italiano (n. 1637)

## Novembre(6)
- 2 novembre - Davide II di Cachezia, re (n. 1679)
- 12 novembre - Adriaen van der Werff, pittore olandese (n. 1659)
- 17 novembre - Enrico II di Reuss-Greiz, nobile tedesco (n. 1696)
- 21 novembre - Sebastiaen van Aken, pittore fiammingo (n. 1648)
- 24 novembre - Elizabeth Percy, baronessa Percy, nobile inglese (n. 1667)
- 24 novembre - Johann Adam Reincken, organista e compositore tedesco (n. 1643)

## Dicembre(7)
- 3 dicembre - Devota di Monaco, religiosa monegasca (n. 1646)
- 5 dicembre - Marie Anne de La Trémoille, nobildonna francese (n. 1642)
- 8 dicembre - Elisabetta Carlotta del Palatinato, principessa tedesca (n. 1652)
- 14 dicembre - Elia XI, vescovo cristiano orientale siro
- 20 dicembre - Kangxi, imperatore cinese (n. 1654)
- 23 dicembre - Pierre Varignon, matematico e presbitero francese (n. 1654)
- 25 dicembre - Bernardo di Cariñena, arcivescovo cattolico spagnolo (n. 1655)

## Senza giorno specificato(12)
- Giovanni Brunelli, pittore italiano
- Vincenzo Capece, arcivescovo cattolico italiano
- Giuseppe Cino, architetto e scultore italiano (n. 1645)
- John Clipperton, corsaro statunitense (n. 1676)
- Mathieu de la Porte, matematico francese (n. 1660)
- Pëtr Alekseevič Golicyn, nobile russo (n. 1660)
- Giuseppe Natali, pittore italiano (n. 1652)
- Ignace Jacques Parrocel, pittore e incisore francese (n. 1667)
- Raffaele Riccobene, presbitero italiano
- Arnold de Ville, ingegnere e imprenditore francese (n. 1653)
- Charles de Ferriol, ambasciatore francese (n. 1652)
- Pasquale de Rossi, pittore italiano (n. 1639)